# This I Love
"This I Love" är en låt av det amerikanska rockbandet Guns N' Roses. Låten är spår 13 på albumet Chinese Democracy från 2008, och är 5 minuter och 34 sekunder lång. Den är den enda låten på albumet Chinese Democracy som Axl Rose skrivit helt själv.